# Thorleif Vangen
Thorleif Birger Vangen (11. september 1920 i Vinger – 1. marts 1996 i Eidskog) var en norsk langrendsløner. Han repræsenterede Idrottslaget i Bondeungdomslaget i Oslo.
Vangen vandt 50 km under NM i ski i 1946, 30 km i 1946 og 1947 samt 18 km i 1948. Han deltog under vinter-OL for Norge i 1948 i St. Moritz under 50 km, men gennemførte ikke.